# Putty Road
Die Putty Road ist eine Hauptverbindungsstraße im Osten des australischen Bundesstaates New South Wales. Sie verbindet The Northern Road, die Windsor Road und den Hawkesbury Valley Way in Windsor mit dem New England Highway in Singleton.
Somit verbindet die Straße den Westen von Sydney mit der Weinregion Hunter Valley.

## Geschichte
Die Putty Road hat eine lange Geschichte. Sie folgt der Bulga Road (nach dem Bach Bulga Creek im Hunter Valley benannt). Erstmals wurde die Route von John Howe, Polizeichef von Windsor, erforscht. Sie war die erste Straße von Sydney ins Hunter Valley, wurde 1823 eröffnet und war anfangs bei Viehdieben beliebt.
Heute ist die Straße durchgehend asphaltiert und verläuft durch Colo und den Wollemi-Nationalpark. Das Originalexemplar der seltenen Eukalyptusart Wollemi Stingybark (Eucalyptus expressa) wurde direkt an dieser Straße gefunden.

## Verlauf
Von Windsor am Hawkesbury River führt die Putty Road nach Norden, überquert den Colo River beim gleichnamigen Ort und tritt in den Wollemi-Nationalpark ein. Bei der (namensgebenden) Ortschaft Putty biegt die Straße nach Nordosten ab und quert den Oberlauf des Macdonald Rivers.
Bei Bulga am gleichnamigen Bach ist die Ostgrenze des Nationalparks erreicht. 12 km weiter mündet von Osten der Golden Highway (S84) und verläuft zusammen mit der Putty Road die ca. 2 km Richtung Osten. Dann zweigt die Putty Road nach Norden ab und endet in Singleton am Hunter River am New England Highway (N15).

## Ausbauzustand
Die zweispurige Straße ist schmal, teilweise sehr kurvig und bietet schöne Ausblicke. Bei feuchtem Wetter kann sie bisweilen gefährlich sein. Bei Touristen, Motorradfahrern und Radfahrern ist die Straße beliebt.